# Anthemus hilli
Anthemus hilli är en stekelart som beskrevs av Alan Parkhurst Dodd 1917. Anthemus hilli ingår i släktet Anthemus och familjen sköldlussteklar. Inga underarter finns listade i Catalogue of Life.